# Quebradanegra (kommun)
Quebradanegra är en kommun i Colombia.   Den ligger i departementet Cundinamarca, i den centrala delen av landet, 70 km nordväst om huvudstaden Bogotá. Antalet invånare är 4 691. Arean är 83 kvadratkilometer.
Terrängen i Quebradanegra är kuperad åt sydost, men åt nordväst är den bergig.